# Gabriel Holtsmark

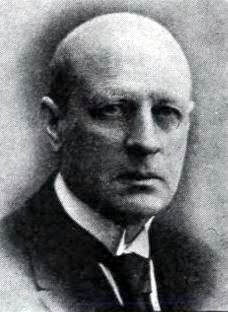
Gabriel Holtsmark.

Gabriel Gabrielsen Holtsmark, född 1 februari 1867 i Asker, död 20 juli 1954 i Oslo, var en norsk fysiker.
Holtsmark blev student 1885 och tog 1892 matematisk-naturvenskaplig lärarexamen. Åren 1893–1900 var han lärare vid handelsgymnasiet och andra skolor i Oslo, 1902–10 överlärare vid Norges lantbrukshögskola i Ås, 1910–20 aktuarie i livförsäkringsbolaget Fram och 1920–37 direktör för Oslo handelsgymnasium.
Av Holtsmarks vetenskapliga arbeten kan nämnas Eine Methode für die Intensitätsmessung von Röntgenstrahlen nebst einer Berechnung der Wellenlängen derselben (doktorsavhandling, tryckt i "Archiv for mathematik og naturvidenskab", band 24 och [något förkortad] i "Annalen der Physik", 1903), Om varmens og nedbørens indflydelse paa udbyttet af akerveksterne (tre avhandlingar: i Norges Landbrugshøjskoles skrifter nr. 7, i berättelsen om 3:e nordiska lantbrukskongressen i Oslo 1907 och i "Tidsskrift for det norske landbrug", 1908). Holtsmark använde här en helt ny metod för behandling av statistiskt material; Om forholdet mellem melkeudbytte og anvendt foder ("Archiv for mathematik og naturvidenskab", band 26), där han använde matematisk behandling och därigenom formulerade lärosatser, som upptogs i den lägre och högre undervisningen i husdjurslära; Om muligheder for at indskrænke de fejl, som ved markforsøg betinges af jordens uensartethed (tillsammans med Bastian R. Larsen, i "Tidsskrift for landbrugets planteavl", band 12, översatt till tyska), där Holtsmark var den förste att bringa felläran i användning på markförsök; Om middelfeilens avhængighet av parcellernes størrelse paa en forsøksmark (i "Norsk forsøksarbeid i jordbruket", 1914); Om beregning av rente paa to liv (Föredrag på den 3:e skandinaviska matematikerkongressen i Oslo 1913). Som aktuarie företog han tillsammans med O. Gran en undersökning av mortaliteten bland livförsäkrade i norska försäkringsbolag intill 1914, tryckt som manuskript 1918.
Holtsmark utgav dessutom olika läroböcker, såsom Elektriciteten og dens nyttigste anvendelser (1894 och 1901), Lærebog i fysik (1898, sjunde upplagan 1918) och Naturlære for middelskolen (1900, femte upplagan 1918); tillsammans med Daniel Isaachsen tredje och senare upplagor av Lærebok i fysik for realgymnasiet og tekniske skoler (sjätte upplagan 1919). Han deltog i utgivningen av sjunde upplagan av Isaachsens Lærebok i fysik (1923–27) och publicerade i övrigt en Elektricitetslære (1926). Som sekreterare 1898–1901 i filologernes och realisternas landsförening och som den förste redaktören för föreningens tidskrift "Den høiere skole" bidrog han till att förbättra den högre lärarkårens ställning.